# Murni
Murni (znanstveno ime Gryllidae) so družina žuželk z okoli 900 opisanimi recentnimi vrstami, ki jih taksonomsko uvrščamo med kobilice. V splošnem so nočno aktivne živali temnejših (črnih, rjavih in zelenih) barv, ki so najbolj poznane po svojem oglašanju. V Sloveniji sta najbolj poznana splošno razširjena poljski muren (Gryllus campestris) in hišni muren ali čriček (Acheta domesticus).